# Karel Zítko
Karel Zítko byl český fotbalista, záložník.

## Fotbalová kariéra
V československé lize hrál za SK Náchod. Nastoupil v 99 ligových utkáních a dal 3 góly.

## Ligová bilance
| Ročník               | Zápasy | Góly | Klub      |
| -------------------- | ------ | ---- | --------- |
| Státní liga 1935/36  | -      | 0    | SK Náchod |
| Státní liga 1936/37  | -      | 1    | SK Náchod |
| Státní liga 1937/38  | -      | 2    | SK Náchod |
| Státní liga 1938/39  | 19     | 0    | SK Náchod |
| Národní liga 1939/40 | -      | 0    | SK Náchod |
| CELKEM               | 99     | 3    |           |